# Джаганнатх
Джаганнатха  (|जगन्नाथ, Jagannātha IAST, «владика всесвіту») — божество, культ якого найпоширеніший в індійському штаті Орісса. В вайшнавізмі Джаганнатха вшановується як одна з форм Вішну — Крішни, шиваїзмі — як один з аспектів Шиви, Бхайрава; в джайнізмі — як один з тіртханкари, Джінапатх; а в буддизмі — як втілення Будди.
Джаганнатха поклоняються разом з його братом Баларама і сестрою Субхадра у формі статуй з дерева. Центром культу Джаганнатха є храму м. Пурі в Оріссі, де раз на рік у ході свята Ратха-ятра статуї божеств вивозять на вулицю у великих оздоблених колісницях. Цей фестиваль також святкується в багатьох інших містах Індії і за її межами. На думку вчених, м. Пурі був колись центром автохтонного культу, злився пізніше з культом Крішни, що прийняв при цьому ім'я місцевого божества — Джаганнатха.

## Імена Джаганнатха
1. Чакахі  — Той, у кого круглі очі.
2. Чакадола  — Той, у кого круглі очі без століття (Символізує те, що Господь є дуже активний та неусипний).
3. Чаканаяна  — Той, у кого круглі очі.
4. Дарубрахмам  — Дерев'яне божество, всередині якого покоїться вища душа.
5. Девадхідева  — Бог богів.
6. Джагадіш  — Повелитель всесвіту.
7. Джагатадхіша  — Повелитель всесвіту.
8. Джаганнатх  — Повелитель всесвіту.
9. Кала Тгакура  — Господь чорного кольору.
10. Махаабааху  — Той, у кого великі долоні (Символізує те, що Господь всім допомагає).
11. Ніладрівіхарі  — Ніламадхава (Джаганнатх служив як Ніламадхаве вождь племені аборигенів).
12. Нілачаліа  — Той, хто живе в Нілачала.
13. Падмалочана  — Лотосоокий.
14. Патітапавана  — Той, хто благословляє весь всесвіт.
15. Пурушоттама  — Вища особистість.
16. Раджадхірадж  — Цар царів.

## Тантризм у культі Джаганнатх
Культ Джаганнатха не є вузько сектантської релігією, навпаки, його філософія космополітична і еклектична. Протягом століть він зазнавав всілякі зміни, як внаслідок аріанізаціі, так і під впливом таких релігійних течій як шиваїзм, шактизм, вайшнавізм, тантризм, джайнізм і буддизм, асимілюючи в собі ідеї всіх цих вчень. Яким би не був початковий джерело цього культу, на даний момент культ Джаганнатха є як би якимось центром, в якому сплітаються абсолютно різні традиції, утворюючи нерозривну єдність. Тантризм надав досить сильний вплив на культ Джаганнатха. У свій час Джаганнатхі поклонялися як тантричному божеству. У щоденному ритуалі поклоніння цій формі Господа виконуються такі тантричні Ньяси як: Саданга-Ньяса, Кашбаді-Ньяса, Матрік-Ньяса, Шодха-Ньяса і Махашодха-Ньяса. Це яскравий показник того, що тантризм в час справив істотний вплив на цей культ. Янтри грають у тантризмі вкрай важливу роль. На Ратнасімхасанах, тобто на тих місцях, де встановлені божества Господа Джаганнатха, Господа Балабхадри і Деві Субхадри, вигравірувано безліч янтр. Кожен день при вчиненні поклоніння Господу, а також під час Дарупратіштхі (встановлення нового божества), креслять безліч янтр, в їх числі такі янтри як Шрі Янтра і Бхуванешварі Янтра. Крім янтр креслять і мандали. Джаганнатха прийнято поклонятися як формі Крішни-Васудеви. Тоді як у світлі тантричного поклоніння вони мають інші відповідності. Джаганнатх сприймається тантристами як Дакшіна Калі, Балабхадри [Баларама] як Джйотірмайім Тара, а Деві Субхадра як Адьяшакті Бхуванешварі.
Із численних тантрических текстів відомо, що Орісса, так само як і Пурі, який ще відомий як «Шрікшетра», є великою тантричною пітха (місцем сили). Після смерті Саті, яка покінчила з собою під час ягйі проведеною Дакши, Господь Шива прийшов в дику лють і почав танцювати свій танець Тандава (Тандан Нрітья), тримаючи на руках її мертве тіло. Пізніше, її тіло було розрубано Господом Вішну на 64 частини, які впали в різних місцях. І кожне місце, на яке падала та чи інша частина тіла Саті, ставало Шакті пітха. «Каліка Пурана» виділяє чотири найважливіші Шакті пітха, і Орісса є однією з цих чотирьох.
Тепер розглянемо інший аспект тантричного впливу, що зачіпає культ Господа Джаганнатха. А справа тут в одній цікавій особливості пов'язаної з махапрасадом. У цьому випадку махапрасадом може вважатися тільки лише та їжа, яка після підношення Джаганнатха була запропонована Вімалі. Тільки в цьому випадку запропонована їжа набуває властивості махапрасада. А Богиня Вімала в тантричних текстах ототожнюється з Богинею Бхайраві.
Крім цього, в Оріссі існувала відома група вайшнавських святих, іменована Панча сакхі (п'ять друзів). До її складу входили: Баларам, Ананта, Яшованта, Ач'юта і Джаганнатх. Але що найдивніше, незважаючи на свою приналежність до вайшнавського руху, в їх літературній спадщині є величезна кількість праць, присвячених практикам, заснованим на застосуванні янтри, мантри і тантри. Згідно вченню Панча сакхі, Джаганнатх — це уособлення Брахмана, причому обох його аспектів одночасно, і Сагуна і Ніргуна. Янтра, мантра і тантра застосовні на шляху Сагуна Садхани. За їх вченням людина здатна усвідомити в собі Господа, відчути Його в своєму власному тілі, як за рахунок здійснення Сагуна Садхани, так і завдяки ніргуна садхані. Відзначимо також і те, що при поклонінні Господу Джаганнатха виконується тантричний ритуал «Панчамакара», який заслуговує особливої уваги. Тут замість риби використовуються зелені овочі з додаванням асафетіди, замість м'яса — імбир. Заміною вину служить сік зеленого кокосового горіха, який пропонують Господу в металевих горщиках. І нарешті, статевий акт (Майтхуна) тут заміщується танцем храмових танцівниць (Девадасі). Тантричний почерк в ритуалах поклоніння також можна спостерігати в Храмі Вімали, коли на Маха Аштамі тут в жертву приносять тварину. Це дійство ще відомо під назвою «Вамачар Паддхаті».
Добре всім відомий Фестиваль Колісниць (Ратхаятра) Господа Джаганнатха проводиться в місяць Ашадха. Це торжество також відоме під назвою «Навадіна Ятра», а згідно з тантричним вченням число дев'ять (нава) вважається дуже сприятливим. Крім того, в колісницю Деві Субхадри кладуть Сударшану (Ваджру), що є прямим покажчиком на те, що даний ритуал має саму безпосередній зв'язок з буддизмом Ваджраяни.
Незаперечний той факт, що на культ Джаганнатха справили величезний вплив шабарська тантра, буддійська тантра та індуїстська тантра. Відповідно до шабарської тантри Джаганнатха шанують як Шабарі Нараяну, з буддійської — як Будду, а з індуїстської — як Джаганнатха. Вімала є богинею буддійського тантричного пантеону. Джаганнатх може сприйматися як Бхайрава, а Вімала як Бхайраві.
Цікаво, що подібний культ зафіксовано також у Стародавньому Єгипті. Тут Крішні відповідає Амон, Субхадрі — Мут, Баларам — Хонсу. Характерно, що в Ефіопії збереглось ім'я бога Джа (Jah), яке перейшло у растафаріанство і ймовірно з ним пов'язані Jehowa (Єгова) та Jahwe (Ягве).